# مکس ارلیش
مکس ارلیش (آلمانی: Max Ehrlich؛ ۷ دسامبر ۱۸۹۲ – ۱ اکتبر ۱۹۴۴) هنرپیشه، فیلم‌نامه‌نویس و کارگردان فیلم اهل آلمان بود.
وی بازیگر فیلم‌هایی همچون وین، شهر موسیقی بوده است.